# Groot van lofprijzingen van Thoth
Groot van lofprijzingen van Thoth (wrt-hzwt-djhwty) was een van de vroege koninklijke eretitels die in het oude Egypte werden verleend aan vertegenwoordigsters van de vrouwelijke zijde van het faraoschap, om hen aldus te onderscheiden en hun aanzien te laten gelden. Deze titel werd voor het eerst in de 4e dynastie van Egypte verleend.
In de verkorte vorm wrt-hzwt Groot van lofprijzingen (Wr.t-ḥsw.t ) werd hij vervolgens doorgegeven tot aan het eind van de 6e dynastie om dan opnieuw op te duiken in de 12e en 13e dynastie van Egypte. Vervolgens verdween deze titel uit het gebruik tot hij in de 18e dynastie weer werd opgenomen en in gebruik bleef tot in de 20e.